# Kotjärnen (Häggenås socken, Jämtland)
Kotjärnen är en sjö i Östersunds kommun i Jämtland och ingår i Indalsälvens huvudavrinningsområde.